# Ian Whyte
Ian Stuart Whyte, född 17 september 1971 i Bangor i Gwynedd i norra Wales, är en walesisk skådespelare och stuntman, samt före detta professionell basketspelare.

## Karriär
Whyte, som är uppvuxen i den brittiska sydkuststaden Brighton, påbörjade sin karriär som professionell basketspelare i flera utländska klubbar, bland annat i FC Porto, där han var portugisisk mästare mellan åren 1996 och 1997. Han deltog också i totalt 80 landskamper, tillsammans med Englands herrlandslag i basket. Han avslutade sin basketspelarkarriär år 2003, för att sedan påbörja sin andra karriär som skådespelare och stuntman.
Whyte är mest känd för att medverka i science fiction-filmerna Alien vs. Predator och Aliens vs. Predator 2, som hade biopremiär år 2004, respektive år 2007. År 2010 medverkade han i rollen som Sheikh Sulieman, i fantasyfilmen Clash of the Titans, för att sedan medverka i Ridley Scotts science fiction-film Prometheus år 2012. Han har också medverkat i sex säsonger av HBO-serien Game of Thrones, detta i rollen som flera olika karaktärer.

## Privatliv
Whyte föddes i staden Bangor i grevskapet Gwynedd i norra Wales. Han är 216 centimeter lång. Han har en son tillsammans med sin hustru Amy Whyte.

## Filmografi (i urval)

### Filmer
- 2004 – Alien vs. Predator
- 2005 – Harry Potter och den flammande bägaren
- 2007 – Aliens vs. Predator 2
- 2009 – Solomon Kane
- 2009 – Dragonball Evolution
- 2010 – Clash of the Titans
- 2012 – Prometheus
- 2014 – The Scorpion King 4: Quest for Power
- 2014 – Hercules: The Thracian Wars
- 2015 – Star Wars: The Force Awakens
- 2016 – Rogue One: A Star Wars Story
- 2017 – Star Wars: The Last Jedi
- 2020 – The Reckoning
- 2022 – The Northman

### TV-serier
- 2011–2019 – Game of Thrones (TV-serie)
- 2021 – The Irregulars (TV-serie)
- 2022 – Andor (TV-serie)